# 3269 Vibert-Douglas
3269 Vibert-Douglas eller 1981 EX16 är en asteroid i huvudbältet som upptäcktes den 6 mars 1981 av den amerikanska astronomen Schelte J. Bus vid Siding Spring-observatoriet. Den är uppkallad efter den kanadensiska astronomen Alice Vibert Dougla.
Asteroiden har en diameter på ungefär 11 kilometer och den tillhör asteroidgruppen Watsonia.